# مايك روزين
مايك روزين (بالإنجليزية: Mike Rosen)‏ هو مقدم برامج إذاعية أمريكي، ولد في 5 ديسمبر 1944 في بروكلين في الولايات المتحدة.